# 新界區專線小巴9A線
新界區專線小巴9A線是香港一條來往北潭涌及萬宜水庫東壩的新界區專線小巴路線，由西貢（1、2號）（專線）小巴有限公司營運，於2018年7月22日投入服務，只於星期六、日及公眾假期日間行走，全程收費為$12.8。

## 歷史
西貢萬宜路自1978年開通以來一直是熱門的遠足路線，也是麥理浩徑最廣為人知的路段，不少市民趁假日到地質公園之一的西貢萬宜水庫東壩郊遊，自地質公園西貢火山岩園區（萬宜地質步道）在萬宜水庫東壩設立後，遊客更是絡繹不絕。但由於地點偏遠，交通配套不足，市民或遊客主要利用的士或步行來往，惟部分的士司機卻被指濫收車資，惹來廣泛非議。
運輸署為應付假日的乘客需求，於2018年1月建議新界區專線小巴9號線以試驗性質在假日下午時段提供來往萬宜水庫東壩至北潭涌的輔助班次，方便遊人往返旅遊熱點。建議出爐後，西貢區議會和遊客普遍歡迎相關建議，惟有天文組織指出觀星的遊客通常在黃昏時段才會前往萬宜水庫東壩，並一般會逗留至晚上10時至11時或通宵拍攝至翌日清晨，認為相關小巴服務難以幫助觀星的遊人，建議署方可安排小巴服務至晚上11時。但有的士業界對相關建議大表不滿，認為新線會造成惡性競爭，更揚言會發起罷駛及罷接行動，和在來往東壩路上遇見專線小巴時不作讓路，以示不滿。運輸署最後仍執意實行計劃，而該小巴輔助服務獲獨立編號為9A，於2018年7月22日起投入服務。
2019年2月3日起，此線往北潭涌方向尾班車延遲至19:00。2021年10月10日起更擴展至假日整個日間行走，由北潭涌開出時間為09:30－18:40，由萬宜水庫東壩開出時間為10:00－19:00，試行三個月。
2022年1月23日至4月24日期間，此線曾縮短服務時間，由北潭涌開出之尾班車時間由18:40提早至18:10，由萬宜水庫東壩開出之尾班車時間由19:00提早至18:30。同年10月22日起，此線新增星期六服務，服務時間與星期日及公眾假期相同。2022年11月26日至2023年5月5日期間，此線曾再次提早尾班車時間，分別於18:10及18:30由北潭涌及萬宜水庫東壩開出。

## 服務時間及班次
9A線來回方向均只於星期六、日及公眾假期日間提供服務。以下服務時間及班次資訊以最近一次更新時為准。
| 服務時間     | 服務時間       | 班次（分鐘） |
| 北潭涌開     | 萬宜水庫東壩開 | 班次（分鐘） |
| ------------ | -------------- | ------------ |
| 09:30－18:40 | 10:00－19:00   | 20           |

## 收費
9A線所有服務的所有班次的收費一律為$12.8，一律不設分段收費。
乘客如使用同一張八達通於90分鐘內由9A線轉乘港鐵或由港鐵轉乘9A線，可享有$0.3的轉乘優惠。此外，60歲－64歲香港居民、65歲或以上長者與合資格殘疾人士如以指定八達通繳付9A線的車資，均可享有長者及合資格殘疾人士公共交通票價優惠計劃提供的$2票價優惠。

## 行車路線
9A線往萬宜水庫東壩方向途經大網仔路及西貢萬宜路；往北潭涌方向途經西貢萬宜路及大網仔路，具體停站請參考資訊框。

## 服務狀況
運輸署曾兩次於萬宜水庫東壩實地視察此線往北潭涌方向之服務：2020年5月，運輸署指出此線於下午2時至8時期間的載客率為70.4%；2021年4月，運輸署指出此線於下午3時至7時期間的載客率為97.3%。
2021年10月，此線擴展至假日整個日間行走，當時有意見認為此線提供全日服務可以杜絕的士坐地起價接送客人的現象，惟依然未能滿足假日前往萬宜水庫東壩郊遊的乘客需求，高峰時候萬宜水庫東壩有接近300人在排隊等候小巴，乘客往往要等候超過一小時才能登車，而的士於萬宜水庫東壩一帶坐地起價的情況並未有改善。西貢區議員張美雄指出此線需求甚大，認為即使此線提供全日服務但沒有加密班次，三輛小巴也難以滿足遊人需要。
2022年11月，審計署署長發表《第七十九號報告書》，在有關香港聯合國教科文組織世界地質公園的章節中，指出此線於2018年中至2022年9月均只在星期日及公眾假期行駛，每20分鐘一班，未能配合乘客需求，其後因應需求延伸服務至星期六，但平日到訪的市民仍未能享用此線服務；而運輸署曾對此線進行載客率調查，發現在遠足季節，即使營辦商已加強此線服務應付需求，平均7至18分鐘開出一班車，此線平均載客率超過80%，並有逾100名乘客留後的情況；而在非遠足季節，此線平均載客率亦有55%至80%，但所有調查並未有在平日進行。審計署建議運輸署署長應與漁護署署長和水務署署長持續檢視在東壩提供專線小巴服務的情況。
2025年3月22日，萬宜水庫東壩交通發生嚴重堵塞，數以百計的市民等候9A小巴前往北潭涌，的士坐地起價，亦有遊客直接乘坐違法的快艇離開。文化體育及旅遊局局長羅淑佩表示，無意引入大型交通工具，亦因生態問題不建議在白腊一帶設立街渡或渡輪。